# 14909 Kamchatka
A 14909 Kamchatka (ideiglenes jelöléssel 1993 PY3) a Naprendszer kisbolygóövében található aszteroida. Eric Walter Elst fedezte fel 1993. augusztus 14-én.